# Метехи
Метехи (груз. მეტეხი) — район в Тбилиси, считается самым древним районом города и старейшим поселением на территории Грузии вообще. Он расположен на берегу реки Куры на одноимённой скале и был населён ещё при Вахтанге Горгасале, который основал здесь свой дворец. Название «метехи» переводится с грузинского как «вокруг дворца» — именно вокруг дворца Вахтанга и был построен и впоследствии населен весь район, где долгое время располагались, в том числе, резиденции местных правителей.
Легенда гласит, что в 8 веке именно здесь принял мученическую смерть Святой Або Тбилисский. Он тайно крестился и в конце 8 века вернулся в Тбилиси, чтобы проповедовать христианство арабам, но был схвачен по приказу арабского эмира и брошен в тюрьму. Впоследствии ему отрубили голову, а тело сожгли в овечьей шкуре.
Главная местная достопримечательность — храм Метехи. Он был возведен рядом с дворцом Вахтанга в XII веке. В таком виде он просуществовал до XIX века, а потом здесь располагались казармы казачьего полка. В 1930-е годы храм был фактически уничтожен, невзирая на многочисленные протесты — художнику Дмитрию Шеварднадзе эти протесты стоили жизни. И до наших дней этот храм всё же не дожил: в 1974 году в нём были разрушены все внутренние перегородки, а само здание отдано экспериментальному театру.
И только в 1988 г. церковь была восстановлена, она по сей день является действующей и охраняется государством.

## История
По мнению Платона Иоселиани, топоним происходит от греческого «метох», что означает местоположение церкви.
Считается, что район был населён ещё при царе Вахтанге Горгасали, который построил здесь свой дворец, а в VIII веке на Метехской скале, как гласит легенда, принял мученическую смерть Св. Або Тбилисский.
Главной достопримечательностью Метехи является живописно поставленная на гребень скалы церковь Успения, построенная в 1278—1284 годах при царе Деметре II. В XVII веке прилегающая к церкви территория была обращена в крепость.

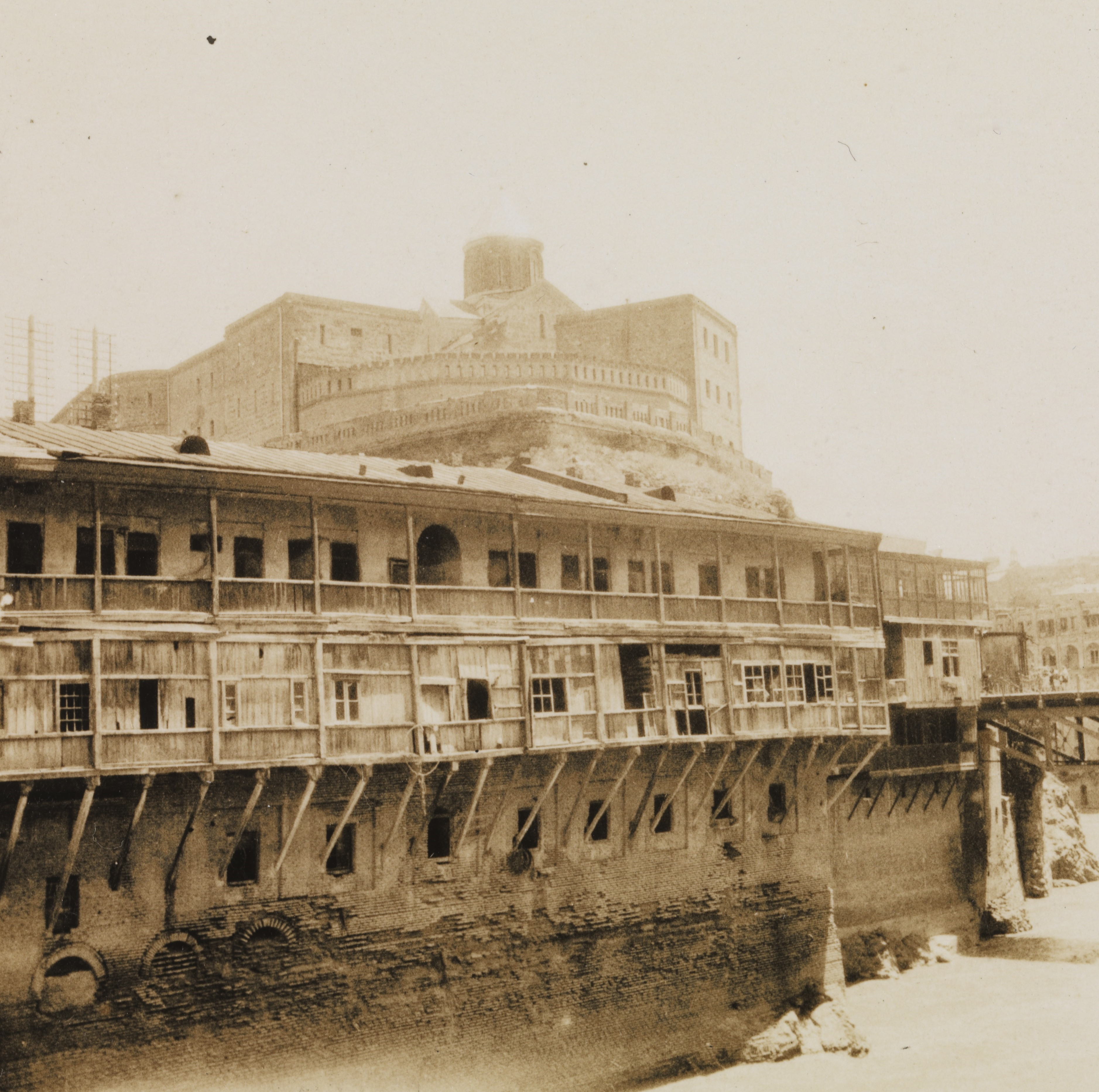
Вид на крепость в 1925 году. Фото Фритьофа Нансена

В 1819 году распоряжением Ермолова крепость (Метехский замок) была превращена в тюрьму и, по свидетельству современников, производила мрачное впечатление. Из известных узников тюрьмы — Исидор Рамишвили, Нариман Нариманов, Ладо Кецховели (застрелен в камере 17 (30) августа 1903), Камо, Борис Дзнеладзе, патриарх Амвросий и будущий патриарх Каллистрат.
С 1934 по 1942 годы в Метехском замке помещался Государственный музей искусств Грузинской ССР. В 1959 году замок был снесён, снесли и часть старинной застройки квартала, что было мотивировано строительством нового моста через Куру.
В 1961 году площадка перед храмом на скале украсилась конной статуей Вахтанга Горгасали (скульптор Э. Амашукели, архитекторы Т. Канделаки, Д. Морбедадзе, победители открытого конкурса, 1958).
Через реку Куру сооружён мост Метехи, переправа через реку в этом месте — старейшая в городе, современный мост сооружён в 1951 году.